# Công ty Cổ phần Công nghệ Việt Á
Công ty Cổ phần Công nghệ Việt Á (viết tắt: Công ty Việt Á hoặc Việt Á Corp) là một công ty cung cấp các thiết bị, hóa chất y tế của Việt Nam, có trụ sở tại Thành phố Hồ Chí Minh và 5 chi nhánh tại Cần Thơ, Bình Dương, Kon Tum... Tuy nhiên trụ sở chính không có văn phòng mà chỉ mượn chỗ để đặt bảng hiệu từ 10 năm nay.  Công ty được biết đến nhờ việc sản xuất kit xét nghiệm COVID-19 trong đại dịch ở Việt Nam.
Ngày 17 tháng 12 năm 2021, C03 - Bộ Công An đã khởi tố vụ án ' Vi phạm quy định về đấu thầu gây hậu quả nghiêm trọng xảy ra tại Công ty Việt Á, CDC Hải Dương' . Từ đó, nhiều lãnh đạo CDC và các đối tượng liên quan bị điều tra và bị khởi tố về tội “Vi phạm quy định về đấu thầu gây hậu quả nghiêm trọng" và tội "Nhận hối lộ".

## Lịch sử
Công ty được thành lập vào năm 2007 với số vốn ban đầu là 80 triệu đồng từ 3 thành viên. Ông Phan Quốc Việt (sinh năm 1980) là người sáng lập kiêm Tổng giám đốc Công ty Cổ phần Công nghệ Việt Á. Cuối năm 2017, Việt Á Corp tăng vốn điều lệ từ 200 tỉ đồng lên 1.000 tỉ đồng, mặc dù trước năm 2017, công ty này chỉ thu nhập vài chục tỉ đồng và thường báo lỗ. Trải qua 6 lần tăng vốn điều lệ, tỉ lệ góp vốn của 3 cổ đông sáng lập vào Công ty Việt Á không biến động, vẫn nắm giữ khoảng 20%. Cho đến nay (tháng 5 2023) sau hơn 1 năm rưỡi điều tra, người dân vẫn chưa được biết ai là cổ đông của 80% cổ phần còn lại (ước khoảng 800 tỷ đồng).
Trước đại dịch COVID-19, công ty được Bộ Y tế cấp phép sản xuất 15 bộ kit thử bệnh lao, viêm gan A, viêm gan B, tay - chân - miệng, HPV… Việt Á tự giới thiệu là công ty có kinh nghiệm 10 năm về lĩnh vực sinh học phân tử.
Ngày 4 tháng 3 năm 2020, bộ sinh phẩm realtime PCR chẩn đoán SARS-CoV-2 do Học viện Quân y và Công ty Cổ phần Công nghệ Việt Á phối hợp nghiên cứu với ngân sách gần 19 tỷ đồng, sản xuất trở thành sản phẩm xét nghiệm SARS-CoV-2 đầu tiên của Việt Nam được Bộ Y tế Việt Nam cấp phép sử dụng tạm thời. Bộ kit giúp Việt Nam trở thành một trong số ít quốc gia phát triển được kit xét nghiệm virus SARS-CoV-2 vào thời điểm đó. Nhưng có 1 chi tiết là giám đốc Việt Á đã mang bộ kit xét nghiệm virus SARS-CoV-2 mua của Trung Quốc đến Học viện Quân y, cho nhóm đang nghiên cứu, vậy thực chất đây là bộ kit tự nghiên cứu hay học lỏm từ bộ kít của Trung Quốc còn là dấu hỏi. Vì với nhà xưởng vài chục met vuông, lại không có thiết bị sản xuất, mà chỉ có vài cái tủ cấp đông như báo chí đã nêu, thì Viết Á sản xuất hàng triệu bộ kit hay Việt Á nhập lậu kit từ nước ngoài đã in sẵn nhãn mác là do Việt Á sản xuất cũng là 1 câu hỏi chưa được làm rõ.  
Trong giai đoạn thiếu hụt kit xét nghiệm toàn cầu, sản phẩm trên đã được dùng cho lên đến 80% xét nghiệm tại Việt Nam.
Đến tháng 12 năm 2021, công ty đã cung ứng kit cho 62 tỉnh, thành phố với doanh thu gần 4.000 tỷ đồng (khoảng 180 triệu USD) .

## Sản phẩm
- Kit xét nghiệm LightPower iVA SARS-CoV-2 1st RT-rPCR, với các ưu điểm là chỉ cần 1 phản ứng, cho kết quả xét nghiệm trong 1 giờ.[17]
- Kit xét nghiệm lao, viêm gan A, B, tay - chân - miệng, HPV…[8]

## Thành tích
Ngày 10 tháng 3 năm 2021, công ty được Chủ tịch nước Nguyễn Phú Trọng tặng Huân chương Lao động hạng Ba theo đề nghị của UBND TP.HCM, do Việt Á có thành tích xuất sắc trong việc nghiên cứu, chế tạo và ứng dụng sinh phẩm xét nghiệm RT-PCR phát hiện virus SARS-CoV-2, phục vụ hiệu quả cho công tác phòng, chống đại dịch COVID-19.
Ngày 23 tháng 6 năm 2022, Chủ tịch nước Nguyễn Xuân Phúc đã ký Quyết định để hủy bỏ Quyết định tặng thưởng Huân chương Lao động hạng Ba đối với Công ty cổ phần Công nghệ Việt Á.
Trưởng ban Thi đua khen thưởng Trung ương Phạm Huy Giang nhìn nhận, việc tặng Huân chương Lao động hạng Ba cho Công ty Việt Á là câu chuyện buồn.

## Sai phạm

Kit test COVID-19 của Công ty Cổ phần Công nghệ Việt Á

Ngày 18 tháng 12 năm 2021, ông Phan Quốc Việt - Tổng giám đốc của công ty và hàng loạt các lãnh đạo bộ Khoa học và Công nghệ, bộ Y tế, CDC các tỉnh đã bị bắt để điều tra về hành vi nâng khống giá kit test COVID-19, chi tiền hối lộ, vi phạm quy định về đấu thầu gây hậu quả nghiêm trọng, vi phạm quy định về quản lý, sử dụng tài sản nhà nước gây thất thoát, lãng phí.
Ngày 31 tháng 12 năm 2021, khi có căn cứ xác định dấu hiệu sai phạm trong việc quản lý, nghiên cứu, chuyển giao Đề tài khoa học, chiếm đoạt đề tài về sản phẩm kit xét nghiệm COVID-19 tại Bộ Khoa học và Công nghệ và trong việc cấp phép đăng ký lưu hành tạm thời, cấp phép đăng ký lưu hành chính thức sản phẩm kit xét nghiệm COVID-19, việc hiệp thương giá sản phẩm kit xét nghiệm COVID-19 với Công ty Việt Á tại Bộ Y tế, Bộ Công an đã khởi tố 11 viên chức của Bộ Khoa học và Công nghệ và Bộ Y tế. Ngoài ra, các viên chức của CDC Nghệ An, CDC Bình Dương cũng bị khởi tố về tội "Vi phạm quy định về đấu thầu gây hậu quả nghiêm trọng".
Ngày 7 tháng 1 năm 2022, Tô Ân Xô, người phát ngôn Bộ Công an cho biết 19 bị can đã bị khởi tố về các tội "vi phạm quy định về đấu thầu gây hậu quả nghiêm trọng"; "đưa hối lộ, nhận hối lộ"; "lợi dụng chức vụ, quyền hạn trong khi thi hành công vụ". Cơ quan điều tra đã kê biên 28 bất động sản, phong tỏa tài khoản hơn 320 tỉ đồng, 100.000 USD và tạm giữ số tiền hơn 4,8 tỉ đồng do một số đối tượng có liên quan tự nguyện giao nộp.
Đến đầu tháng 6 năm 2022,  hơn 60 người bị khởi tố liên quan vụ Việt Á nâng khống giá kit xét nghiệm COVID-19, trong đó có 7 quan chức thuộc Bộ Y tế, Bộ Khoa học và công nghệ cùng hàng chục lãnh đạo, cán bộ CDC, sở y tế, bệnh viện của 15 tỉnh, thành.